# Frozen Moments Between Life and Death
Albums de Loudblast
Planet Pandemonium
(2004)
Frozen Moments Between Life and Death est le 6e album studio du groupe français de thrash metal Loudblast, sorti le 18 avril 2011 chez le label indépendant XIII Bis Records.
L'album marque le retour du groupe après 7 ans d'absence dans les bacs avec un nouveau line-up. Du fait de relations conflictuelles entre les membres, Alex Colin-Tocquaine et François Jamin sont remplacés par Drakhian et Alexandre Lenormand.
La pochette est encore une fois l’œuvre de Bolek Budzyn.

## Composition du groupe
- Stéphane Buriez : guitares et chant
- Drakhian : guitares
- Alexandre Lenormand : basse
- Hervé Coquerel : batterie

## Liste des morceaux
| No | Titre                                 | Durée |
| -- | ------------------------------------- | ----- |
| 1. | Frozen Moments Between Life and Death | 5:15  |
| 2. | Never Endin' Blast                    | 3:49  |
| 3. | Emptiness Crushes My Soul             | 3:15  |
| 4. | Cold Blooded Kind                     | 5:35  |
| 5. | Towards Oneness                       | 4:37  |
| 6. | The Bitter Seed                       | 3:53  |
| 7. | Nosce Te Ipsum                        | 5:37  |
| 8. | Hazardous Magic                       | 5:15  |
| 9. | To Bury An Empire                     | 4:29  |